# Rotgschirr
Rotgschirr (též Röllberg) je 2270 m vysoká hora v alpském pohoří Totes Gebirge, na hranici mezi Horním Rakouskem a Štýrskem. Název je odvozen od staroněmeckého Röll (suťovisko na horském svahu) a Geschirr (skála rozrušená otvory a štěrbinami)
Na vrcholu se nachází měřicí bod pro letecké snímkování. Ve výšce 2261 m n. m. jižně od vrcholu stojí vrcholový kříž. Z vrcholu jsou pěkné výhledy na náhorní plošinu Totes Gebirge a také na Dachstein a jezero Almsee.

## Přístup

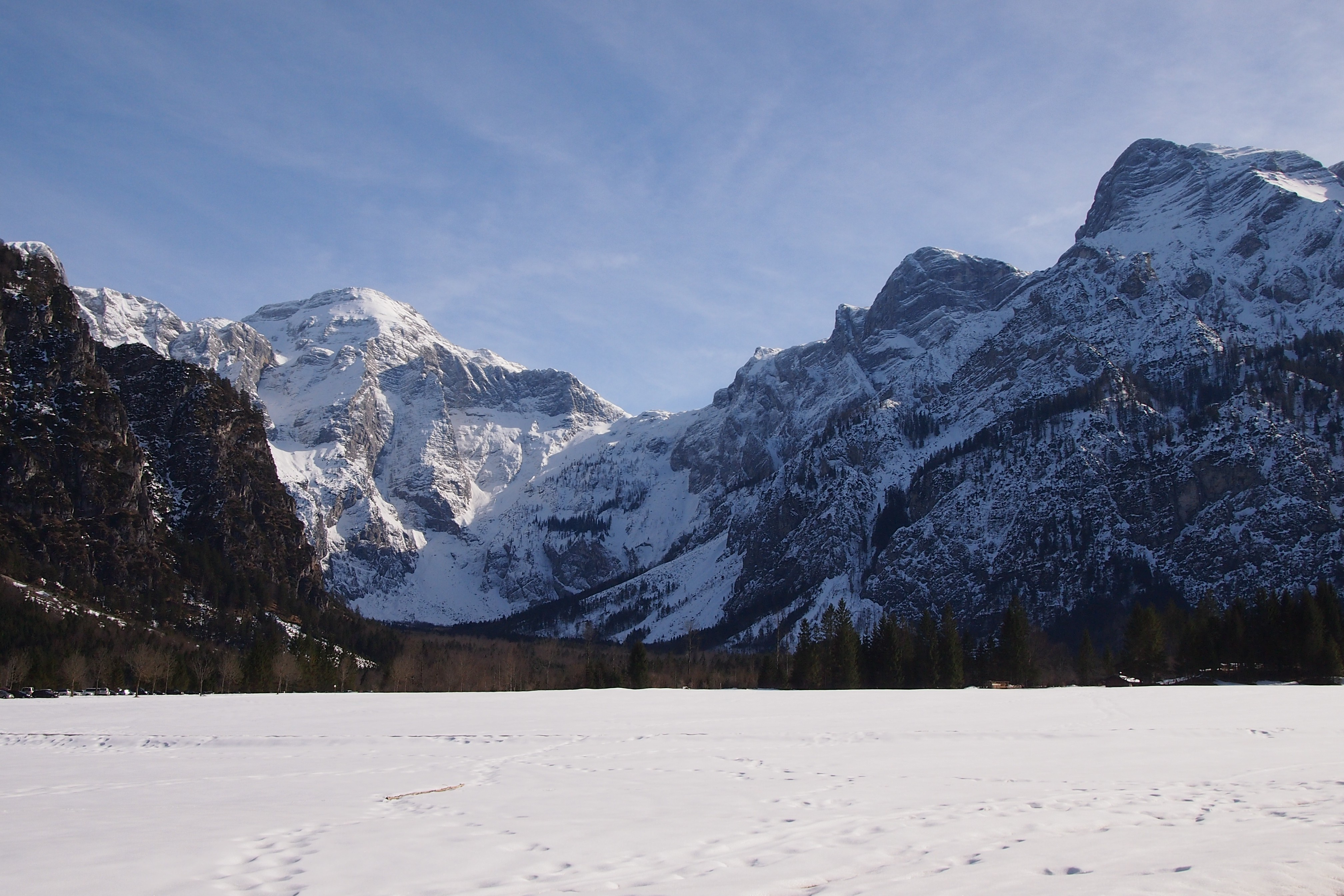
Rotgschirr a Zwölferkogel

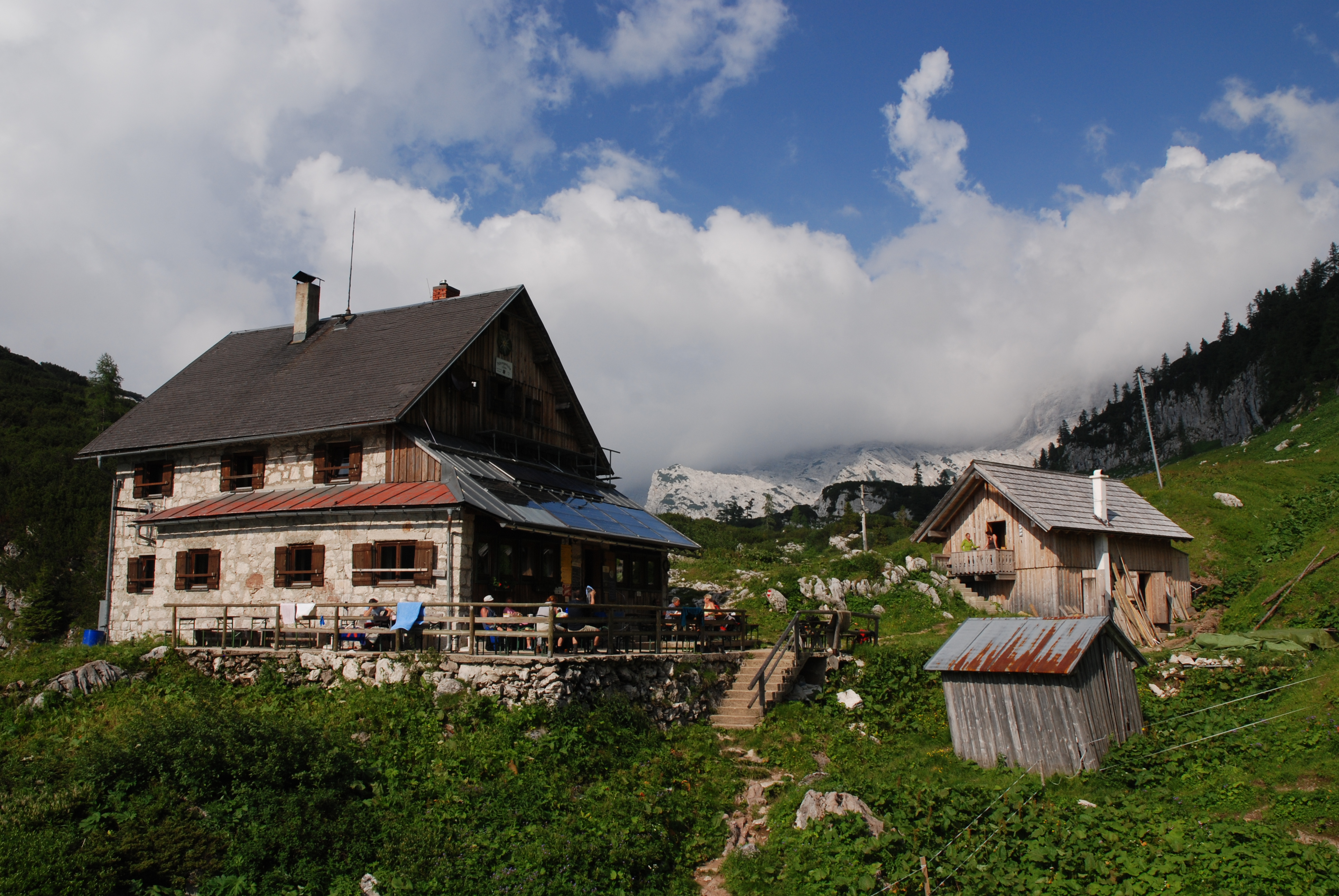
Chata Pühringer Hütte

Nejbližší chata je Pühringer Hütte, která se nachází 3 km jihozápadně od vrcholu. Od ní vede dálková značená cesta Salzkammergut Trail, ze které po 1 km odbočuje doleva lany zabezpečená stezka číslo 266 až na vrchol.